# Чаркли
Ча́ркли (чув. Çарăклă) — железнодорожный разъезд в Вурнарском районе Чувашской Республики. Входит в состав Буртасинского сельского поселения. Остановочный пункт на железнодорожной линии Канаш — Шумерля Казанского региона Горьковской железной дороги.

## География
Находится в центральной части Чувашии, на расстоянии приблизительно 6 км на запад по прямой от районного центра — посёлка Вурнары. Расстояние до столицы республики — города Чебоксары — 104 км, до районного центра — посёлка Вурнары — 14 км, до железнодорожной станции 14 км.

## История
Основан в 1921 году как посёлок. В 1939 году было учтено 550 жителей, в 1979 — 469. В 2002 году было 122 двора, в 2010 — 89 домохозяйств.

## Население
| 2010 | 2012 |
| ---- | ---- |
| 183  | ↗193 |

Постоянное население составляло 238 человек (чуваши — 87%) в 2002 году, 183 в 2010.